# Gary Bartz
Gary Bartz (Baltimore, 26 september 1940) is een Amerikaanse jazzsaxofonist, -klarinettist, -fluitist en componist.

## Biografie
Gary Bartz leerde op 6-jarige leeftijd altsaxofoon spelen en had in de jazzclub de North End Lounge van zijn ouders in Baltimore zijn eerste optredens. Op 17-jarige leeftijd ging Bartz naar New York om in 1957/1958 te gaan studeren aan de Juilliard School of Music. In de stad jamde hij met Freddie Hubbard, Lee Morgan en Pharoah Sanders. In 1958 keerde hij vervolgens terug naar zijn geboortestad om te gaan studeren aan het zich daar bevindende Peabody-conservatorium. Van 1962 tot 1964 nam hij, weer in New York, deel aan workshops van Charles Mingus, werkte hij met Eric Dolphy en daarna met Max Roach/Abbey Lincoln. Toen Bartz ouders Art Blakey contracteerden voor een optreden in hun club, kreeg Gary Bartz de mogelijkheid om een afwezige saxofonist in de band te vervangen. Hij bleef uiteindelijk bij Blakey's Jazz Messengers en hij had zijn opnamedebuut bij diens album Soulfinger.
In 1968 begon zijn samenwerking met McCoy Tyner, wiens nabijheid tot de ideeën van John Coltrane hem sterk kenmerkten. Hij nam daarna vanaf 1968 met Tyner diens albums Expansions en Extensions op. Bovendien werkte hij in 1968/1969 met Max Roach, Charles Tolliver, Blue Mitchell, Rashied Ali, Jimmy Owens en Richard Davis. In 1970 nam hij op met Woody Shaw en ging hij naar de jazzrock-georiënteerde Miles Davis Band en werkte hij in augustus 1970 mee bij diens concert op het eiland Wight. Hij is als solist te horen in o.a. What I Say op diens livealbum Live-Evil.
Nadat hij al sinds 1968 met een eigen ensemble had gewerkt, formeerde hij in 1972 zijn band NTU Troop, waarmee hij tijdens de jaren 1970 meerdere albums opnam voor Milestone Records, zoals Another Earth en Love Affair. Bartz ontleende de naam uit de bantoetaal: Ntu betekent eendracht in alle dingen, in tijd en ruimte, leven en dood, in het zichtbare en onzichtbare. Hij verwees bewust naar de Afrikaanse tradities, waaruit hij muzikale elementen haalde om deze in een mengeling uit bop, freejazz en rock opnieuw te laten werken. Met zijn band, die internationale faam genoot, was hij te gast tijdens talrijke grote festivals, waaronder in 1973 het Montreux Jazz Festival, Kongsberg en in 1974 in Berkeley. Hij componeerde daarnaast muziek voor de televisie.
Midden jaren 1970 werkte hij in Los Angeles als studiomuzikant met Norman Connors en Phyllis Hyman. Vanaf 1977 nam hij voor Capitol Records nummers op in het genre discofunk, die nu en dan voorkomende improvisaties bevatten, zoals JuJu Man en Music is My Sanctuary. Het soulalbum Bartz (1980) voor Arista Records ontstond met het producentenduo Reggie Lucas en James Mtume. Tijdens de jaren 1980 keerde Bartz terug naar de wortels van de modern jazz van Charlie Parker en Coltrane en speelde hij in het hardbop-mainstream-jargon. In 1980 werd hij als solist gevierd van de podiumshow Bebop en vervolgens speelde hij in het kwartet van Louis Hayes. Na een meerjarige onderbreking verschenen vanaf 1988 nieuwe jazzalbums onder zijn eigen naam. In 1998 werkte hij met de formatie Sphere. In 2001 gaf hij in Montreal een buitengewoon duoconcert met de gitarist Peter Leitch.
Bartz behoort met zijn talrijke projecten tot de belangrijkste, echter ondergewaardeerde muzikanten van zijn generatie. Nadat hij al in 1972 pollwinnaar was bij DownBeat en Melody Maker, kreeg hij in 2005 met McCoy Tyner een Grammy Award voor het album Illuminations. Bartz onderwijst aan het Oberlin Conservatory of Music. In 1995 bracht hij zijn debuutalbum The Red and Orange Poems opnieuw uit bij Atlantic Records, dat hij zelf als 'musical mystery novel' kenmerkte.

## Discografie
- 1967/68: Libra/Another Earth (Milestone Records)
- 1970/71: Harlem Bush Music: Taifa and Uhuru (Milestone Records)
- 1990: West 42nd Street (Candid Records) met Claudio Roditi
- 1990: There Goes The Neighborhood (Candid Records) met Kenny Barron, Ray Drummond, Ben Riley
- 1992: Shadows (Timeless Records) met Willie Williams, Benny Green, Christian McBride, Victor Lewis
- 1994: Episode One: Children Of Harlem (Challenge Records) met Larry Willis, Buster Williams, Ben Riley
- 1999: The Montreal Concert (DSM) met Peter Leitch
- 2005: Soprano Stories, (OYO Recordings)
- 2012: Coltrane Rules: Tao of a Music Warrior

(OYO Recordings is zijn eigen label, OYO staat voor "owe your own")